# Filipe Soares Franco
Filipe Pinto Basto Soares Franco (Lisbona, 11 marzo 1953) è un dirigente sportivo, dirigente d'azienda e politico portoghese.
È stato alla guida di diverse imprese, ma deve la sua notorietà soprattutto alla sua attività di dirigente sportivo: ha guidato il Grupo Desportivo Estoril Praia, la federazione portoghese di tennis e, dal 2005 al 2009, lo Sporting Lisbona. Nel 2011 si è candidato alla guida della Federazione calcistica del Portogallo.
Ha ricoperto la carica di presidente dell'assemblea municipale di Cascais dal 2005 al 2009, eletto nelle file del Partito Socialista.